# پیازا د فراری

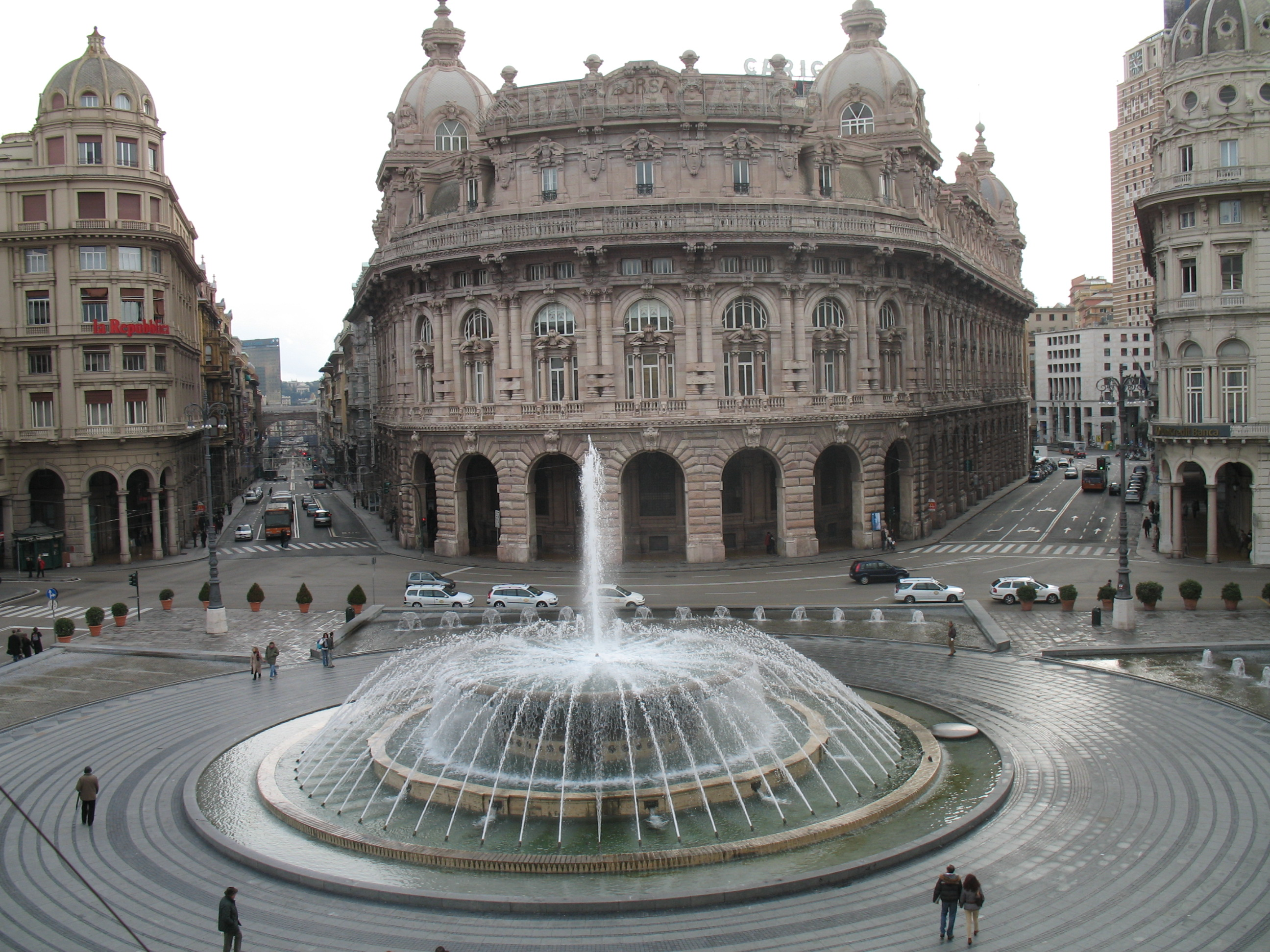
نمای شرقی میدان پیازا د فراری

پیازا د فراری میدان اصلی جنوا است.

این میدان در قلب شهر جنوا بین بافت تاریخی و نوین قرار دارد. میدان به دلیل داشتن فواره‌هایش مشهور است که در سال‌های اخیر بازسازی شده است.

امروزه در کنار میدان پیازا د فراری دفترهای متعدد اداری، بانک‌ها، بیمه‌ها و سایر شرکت‌های خصوصی وجود دارد که این میدان را به یک مرکز مالی و تجاری تبدیل کرده است به طوری که مردم جنوا آن را «شهر» جنوا می‌نامند.

در قرن ۱۹ میلادی جنوا مرکز مالی اصلی ایتالیا همراه با میلان بود و به همین خاطر در سال ۱۸۹۳ میلادی بسیاری از موسسه‌ها از جمله بورس اوراق بهادار و شعبات بانک ایتالیا در آن تاسیس شد.

## ساختمان‌های تاریخی
- کاخ قضات
- دفتر مرکزی منطقه لیگورین
- کاخ آکادمی هنرهای زیبای لیگورانی که در سال ۱۷۴۱ تأسیس شد.
- تماشاخانه کارلو فیس با معماری نوکلاسیسیسم
- ساختمان بورس اوراق بهادار، ساخته شده در سال ۱۹۱۲

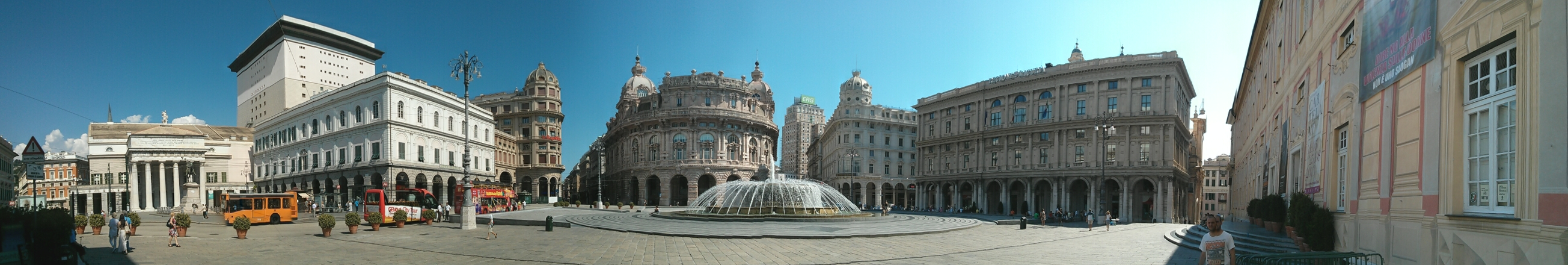

- کاخ دوک گالیرا